# Rip Van Winkle (1896)
Rip Van Winkle ist eine US-amerikanische Stummfilm-Kompilation aus dem Jahr 1896 unter der Regie von William K. L. Dickson, der auch das Drehbuch schrieb. Der Film basiert auf der 1819 erschienenen gleichnamigen Erzählung von Washington Irving. Es ist eine Adaption des von Dion Boucicault 1865 bearbeiteten Theaterstücks seines Freundes und Investors Joseph Jefferson, der auch die Hauptrolle spielt.

## Handlung
Rip Van Winkle ist ein Taugenichts, der sich eines Tages in die Catskill Mountains verirrt, wo er eine Gruppe seltsamer Männer trifft. Er trinkt etwas von ihrem geheimnisvollen Gebräu und wird ohnmächtig. Als er wieder aufwacht, stellt er fest, dass 20 Jahre vergangen sind.

## Die Kurzfilme
- Rip’s Toast (AM&B Cat. #45)
- Rip Meeting the Dwarf (AM&B Cat. #46)
- Exit of Rip and the Dwarf
- Rip Leaving Sleepy Hollow (AM&B Cat. #52)
- Rip’s Toast to Hudson
- Rip’s Twenty Years’ Sleep (AM&B Cat. #50)
- Awakening of Rip
- Rip Passing Over the Mountain

1903 wurden die acht Kurzfilme zu einem Film zusammengefügt.

## Produktion
Die Dreharbeiten fanden in Joseph Jeffersons Sommerhaus in Buzzards Bay, Massachusetts im August 1896 statt. Gefilmt wurde in Weitwinkelaufnahme mit einer oder zwei Kameras im 68-mm-Format mit einem Seitenverhältnis von 1,36:1. Die American Mutoscope and Biograph Company registrierte das Urheberrecht am 4. Februar 1897. Der Schauspieler wählte Szenen aus, die größtenteils pantomimisch dargestellt wurden, so dass keine erklärenden Titel erforderlich waren.

## Veröffentlichung
Die Serie gehörte zu den Filmen, die American Mutoscope im September 1896 den Kunden anbot, die ihre Projektoren kauften. Die Aussteller hatten die Möglichkeit, eine oder alle der acht Szenen zu erwerben und konnten sie in beliebiger Reihenfolge zeigen. Die Filme waren so beliebt, dass die Produktionsfirma (die ihren Namen in Biograph Company änderte) die Szenen 1903 zu einem einzigen Spielfilm zusammenstellte. Dank erfolgreicher Filme wie The Kiss (1896) wurde Biograph zu einem der beliebtesten Studios in den Vereinigten Staaten.

## Auszeichnungen
1995 wurde Rip Van Winkle in das National Film Registry der Library of Congress aufgenommen und ist auf der DVD More Treasures from American Film Archives, 1894-1931 enthalten.